# Rourea revoluta
Rourea revoluta é uma espécie arbustiva ou trepadeira de planta com flor pertencente à família Connaraceae.
A autoridade científica da espécie é Jules Émile Planchon, tendo sido publicada em Linnaea 23: 415. 1850.

## Brasil
Esta espécie terrícola é nativa e não endémica do Brasil, podendo ser encontrada na Região Norte do Brasil. Em termos fitogeográficos pode ser encontrada no domínio da Amazônia.
Ocorrem dois táxons infra-específicos no Brasil:
- Rourea revoluta var. glabra Baker
- Rourea revoluta var. revoluta